# Савранка
Савра́нка (Саврань) — река в Винницкой и Одесской областях Украины, в юго-восточной части Подольской возвышенности, правый приток Южного Буга. Длина — 97 км. Площадь водосбора — 1770 км².
Верхний участок реки ранее назывался Савранька-Чечельницкая.

## Течение
Савранка берёт начало из родников в 2,9 км северо-западнее села Черномин Тульчинского района Винницкой области. Вскоре река принимает слева одноимённый приток — ручей Савранка, длиной 11 км.
Имеет 29 небольших притоков длиной менее 10 км. Их общая длина составляет 66 км.
Возле села Пужайково Подольского района Одесской области в Савранку впадает правый приток Смолянка. Перед пгт Саврань (между Савранью и Осычками) в Савранку впадает наибольший левый приток Яланец (52 км).
Савранка впадает в Южный Буг на 281-м км от его устья непосредственно за пгт Саврань.

## Притоки
км от устья:
- 6,5 км: Яланец (лв)[3];
- 25 км: Смолянка[6] (пр)[3];
- 46 км: Малая Савранка (пр)[3];
- 53 км: река без названия (лв)[3];
- 71 км: река без названия (лв)[3];
- 86 км: ручей Савранка (лв)[3].

## Населённые пункты
Из крупных населённых пунктов на реке расположены пгт Чечельник, с. Ольгополь, с. Песчаная и пгт Саврань.